# Hexachaeta homalura
Hexachaeta homalura är en tvåvingeart som beskrevs av Friedrich Georg Hendel 1914. Hexachaeta homalura ingår i släktet Hexachaeta och familjen borrflugor. Inga underarter finns listade i Catalogue of Life.